# Calebe Corrêa
Calebe Corrêa Ferreira (ur. 27 maja 1997) – brazylijski zapaśnik walczący przeważnie w stylu klasycznym. Ósmy na igrzyskach panamerykańskich w 2023. Srebrny medalista mistrzostw panamerykańskich w 2024; brązowy w 2021 i 2025. Triumfator mistrzostw Ameryki Południowej w 2017. Trzeci na mistrzostwach panamerykańskich juniorów w 2015 i 2016 roku.